# Anthodioctes guiomardi
Anthodioctes guiomardi är en biart som beskrevs av Urban 2003. Anthodioctes guiomardi ingår i släktet Anthodioctes och familjen buksamlarbin. Inga underarter finns listade i Catalogue of Life.